# Новая Переведеновская улица
Но́вая Переведе́новская у́лица — улица в центре Москвы в Красносельском и Басманном районах между Спартаковской площадью и Балакиревским переулком.

## Происхождение названия
Изначально на месте улицы находился Полевой проезд, названный в соответствии с реальной топографией местности. В XVIII веке он был заселён переведенцами — возвратившимися в Москву беженцами от чумы 1771—1772 годов и лишившимися жилища. Образовавшаяся улица получила сперва название Новая Переведеновка, позже исправленное на Новая Переведеновская улица.

## Описание
Новая Переведеновская улица начинается от Третьего транспортного кольца между улицей Гаврикова и Спартаковской площадью, проходит на северо-восток, направо от неё отходит Налесный переулок, заканчивается, соединяясь с Балакиревским переулком недалеко от железнодорожной линии Казанского направления.